# Magnolia longipedunculata
Magnolia longipedunculata este o specie de plante din genul Magnolia, familia Magnoliaceae. A fost descrisă pentru prima dată de Q.W.Zeng și Yuh Wu Law, și a primit numele actual de la Venkatachalam Sampath Kumar. Conform Catalogue of Life specia Magnolia longipedunculata nu are subspecii cunoscute.